# Drosophila residua
Drosophila residua är en tvåvingeart som beskrevs av Elmo Hardy 1965. Drosophila residua ingår i släktet Drosophila och familjen daggflugor.
Artens utbredningsområde är Hawaii.